# Район Мінамі (Ніїґата)
37°45′57″ пн. ш. 139°1′9″ сх. д. / 37.76583° пн. ш. 139.01917° сх. д.
Райо́н Міна́мі (яп. 南区, みなみく, МФА: [mʲinamʲi ku̥], «Південний район») — район міста Ніїґата префектури Ніїґата в Японії. Станом на 1 квітня 2009 площа району становила 100,83 км². Станом на 1 червня 2011 населення району становило 46 801 осіб.